# 阿爾諾峰
46°02′29″N 10°34′15″E / 46.04136°N 10.57097°E
阿爾諾峰（義大利語：Cima d'Arno），是意大利的山峰，位於該國北部，由倫巴第大區負責管轄，屬於阿達梅洛-普雷薩內拉阿爾卑斯山脈的一部分，海拔高度2,849米，每年平均降雨量1,592毫米。